# 乌木 (红木)
乌木（英語：ebony）是柿树属的某些植物的木材的统称，尤其指乌木的木材，属于红木类。黑色以及棕色硬木是烏木的一個特征。乌木的密度較大，它可以沉入水中。此外烏木抛光后還有镜面效果，因此烏木有一定的观赏价值。

## 种类
- 乌木：通称锡兰乌木
- 厚瓣乌木
- 乌木柿：通称印度乌木、科罗曼德尔乌木
- 象牙树：通称铁乌木